# Museo Nacional del Bardo (Argelia)
El Museo Nacional del Bardo (en árabe: المتحف الوطني باردو (الجزائر‎, romanizado: almthf alwtny bardw (aljzay'r))o  mathaf El-ouatani Bardo, en francés: Musée National de Préhistoire et d'Ethnographie du Bardo), situado en lo alto del bulevar principal en el centro de Argel, el bulevar Didouche Mourad -antigua calle Michelet- que domina Ghermoul y el hospital Mustapha Pacha, es un museo argelino. Fue nombrado Museo del Bardo antes de tomar su nombre actual en 1985.

## Historia

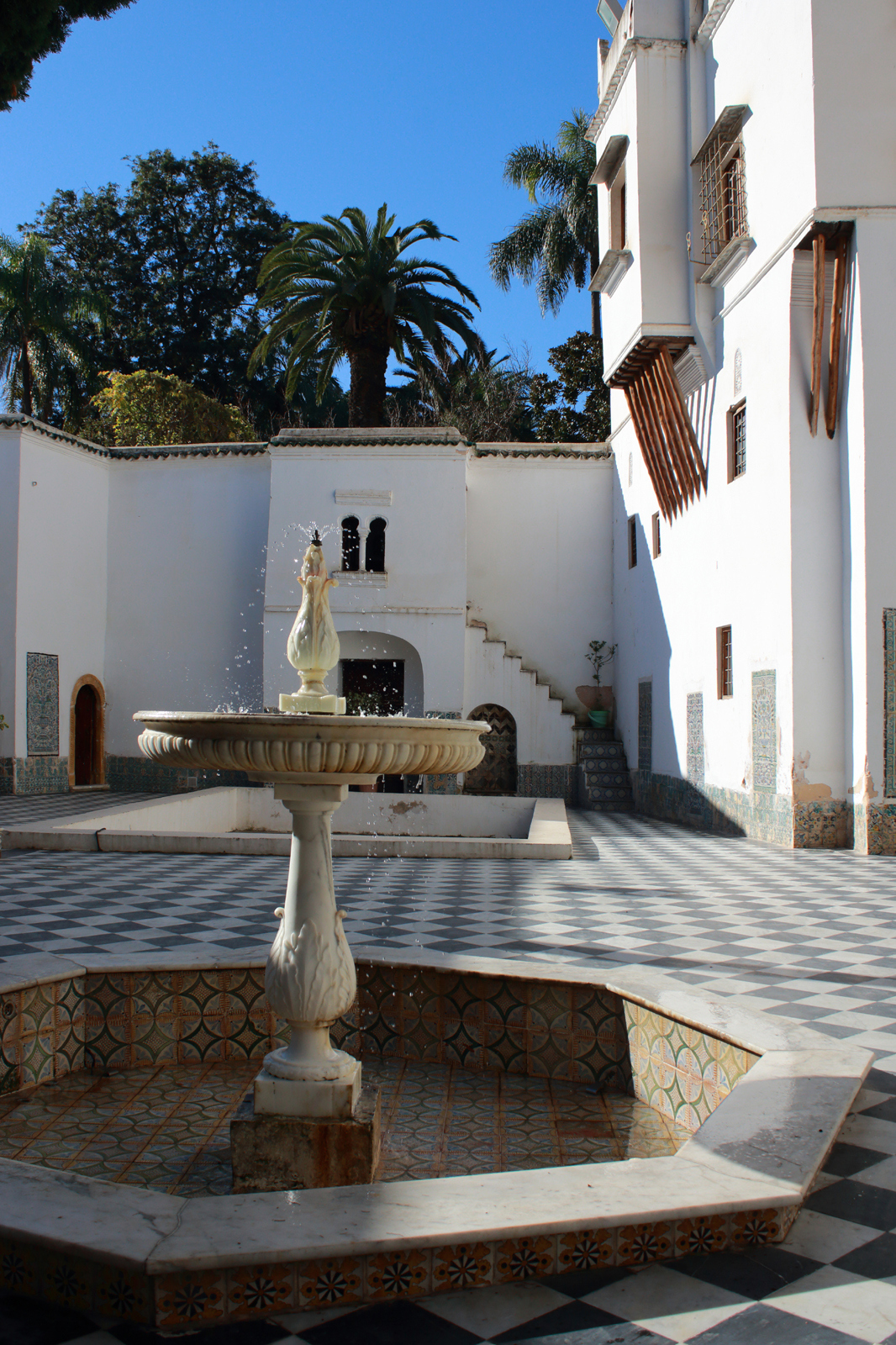
Vista del patio del museo.

No se sabe nada específico sobre esta residencia, antes en el campo y ahora en la ciudad moderna. El edificio es una antigua villa morisca, y ,según H. Klein, el palacio fue construido  finales del siglo XVIII, por un rico exiliado tunecino, Haj Ben Omar, cuya propiedad  tuvo la finalidad de servir de residencia de verano a los notables de la época. En 1879, su último propietario construyó una extensión, un francés llamado Pierre Joret, hijo del constructor Henri Joret. Era para servir como establos y cobertizos.En 1926, el palacio del Bardo fue cedido a la Sra. Frémont, hermana y heredera de Pierre Joret.  Fue abierto en 1927 como museo de prehistoria y etnografía.
En 1930, cuando se inauguró el edificio como museo de prehistoria y etnografía con motivo del centenario de la colonización de Argelia, se destinó a la exposición de colecciones etnográficas, mientras que su ampliación se dedicó a la prehistoria. Fue el prehistoriador Maurice Reygasse quien hizo el Museo del Bardo y le dedicó su vida, clasificando y enriqueciendo las colecciones.
Es monumento histórico desde el 1 de septiembre de 1985, y monumento nacional desde el 12 de noviembre del mismo año.

## Colecciones
La colección prehistórica incluye objetos del Paleolítico y el Neolítico, una bella colección de figuras prehistóricas y huevos de avestruz usados como botellas por los hombres prehistóricos.

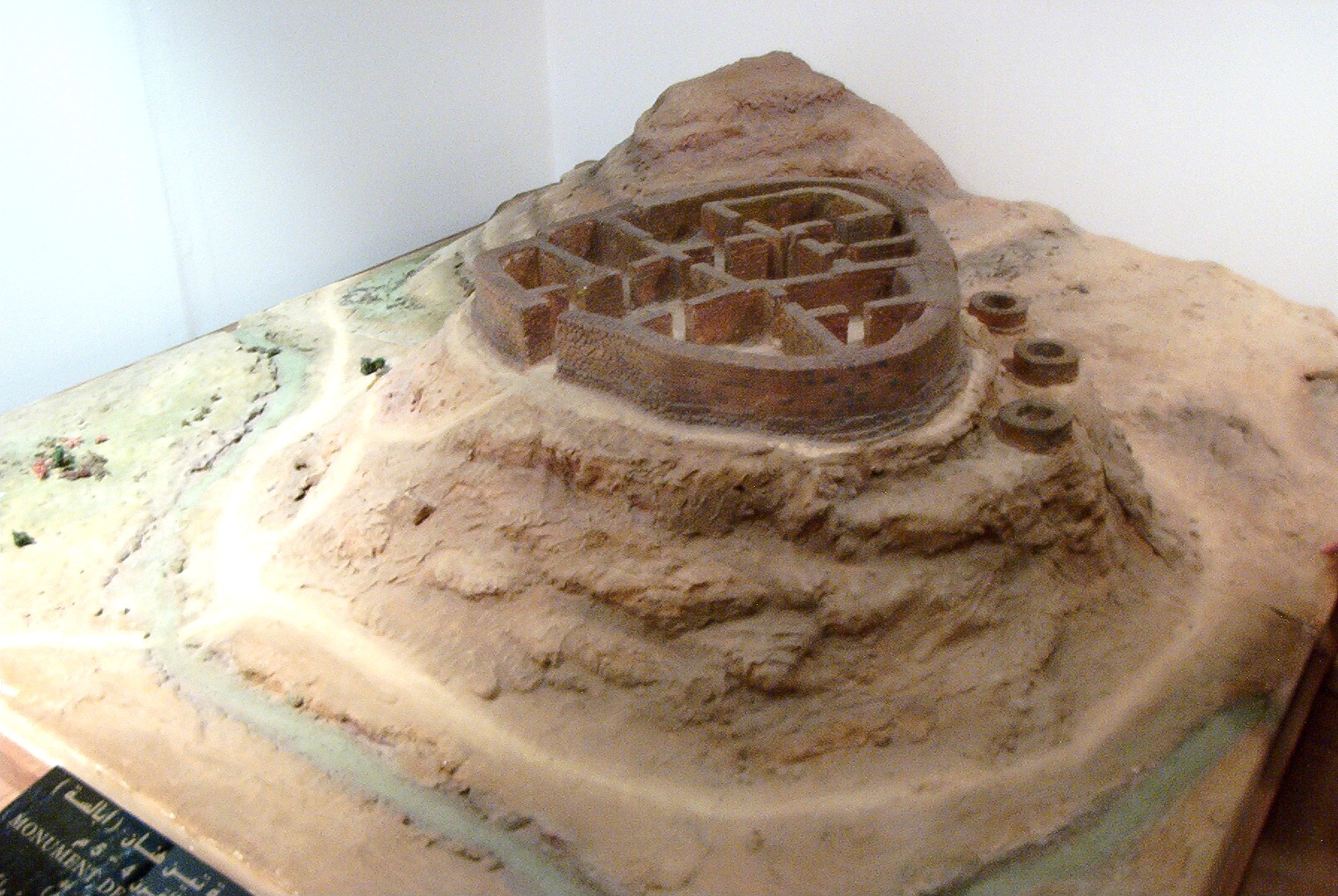
Maqueta de la tumba de Tin Hinan, en el Museo del Bardo.

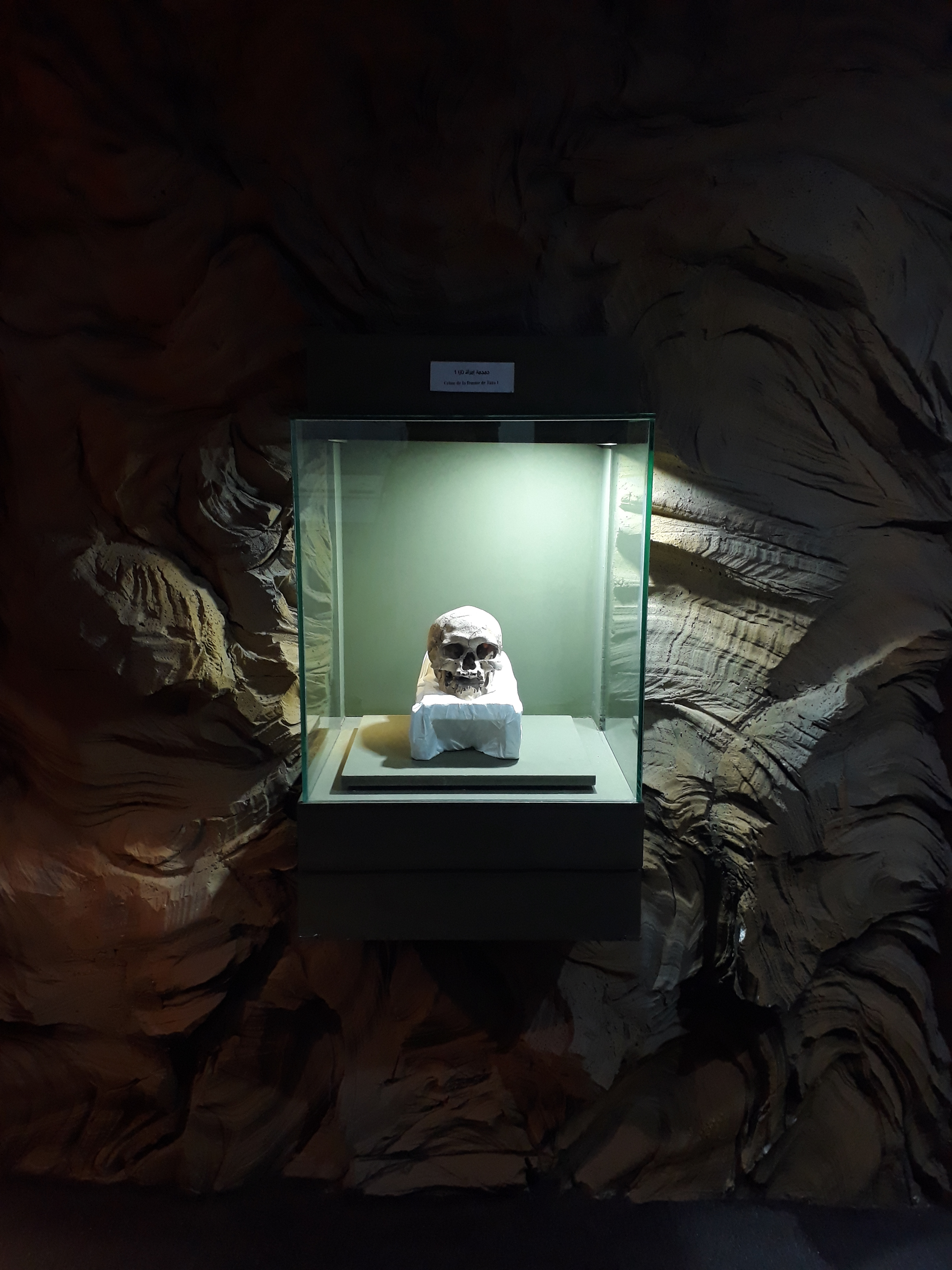
Cráneo de la mujer de Taza.

El museo alberga colecciones argelinas pero también extranjeras. Por lo general, los objetos prehistóricos proceden de excavaciones o se adquieren mediante intercambios con instituciones de paísesextranjeros. En cuanto a las piezas etnográficas, se adquieren por compra o donación.
La pieza central de este lugar sigue siendo la colección, incluyendo las galas y los muebles de Tin Hinan, reina de los tuaregs.